# Echthromorpha nukuhivae
Echthromorpha nukuhivae là một loài tò vò trong họ Ichneumonidae.